# Pheidole ampla
Pheidole ampla är en myrart som beskrevs av Auguste-Henri Forel 1893. Pheidole ampla ingår i släktet Pheidole och familjen myror.

## Underarter
Arten delas in i följande underarter:
- P. a. ampla
- P. a. mackayensis
- P. a. parviceps
- P. a. perthensis